# Turdoides leucocephala
Khướu đầu trắng(Turdoides leucocephala) là một loài chim trong họ Leiothrichidae.